# Antonio Monetta
Antonio Monetta (Brindisi, 2 luglio 1559 – 1620 circa) è stato un letterato italiano.

## Biografia
Discendeva da una famiglia di nobiltà albanese: suo padre era Aimonetta de Aimonettis e la madre Margherita Gallo (figlia di Antonio Gallo, letterato e latinista di chiara fama).
Fece gli studi di medicina a Napoli conseguendo il titolo di "dottor fisico". Nella città partenopea ebbe modo di incontrare letterati illustri che furono suoi maestri. 
Si dedicò subito alla letteratura, scrivendo nel 1588 un poemetto in terza rima Il martirio di san Theodoro (edito nel 1592). Più importante l'altra sua opera Le rime amorose pubblicata Venezia nel 1593 e dedicate al cardinale Scipione Gonzaga: in essa l'autore agli ottanta sonetti di genere petrarchesco fa seguire altrettanti commenti in prosa secondo un fine didascalico che ha precedenti illustri. 
Si ignora dove e quando morì, benché si sappia di un suo ritorno nella città natale.

## Opere
- Il martirio di S. Theodoro, composto in terza rima dall'eccellente dottore, il sig. Antonio Monetta brundisino; in Venetia, appresso Domenico Nicolini, 1592
- Le rime amorose del sig. Antonio Monetta brundusino, dottor fisico; con i discorsi, e con le dichiarationi del medesimo; in Venetia, appresso Domenico Nicolini, 1593